# Emerson da Conceição
Emerson da Conceição (São Paulo, 1986. február 23. –)  brazil labdarúgó, aki az Atlético Mineiro csapatában játszik, védő poszton.

## Sikerei, díjai

### Klub
Lille
- Ligue 1 bajnok: 2011
- Francia kupa: 2011

## Fordítás
Ez a szócikk részben vagy egészben  az   Emerson da Conceição című angol Wikipédia-szócikk fordításán alapul.  Az eredeti cikk szerkesztőit annak laptörténete sorolja fel. Ez a jelzés csupán a megfogalmazás eredetét és a szerzői jogokat jelzi, nem szolgál a cikkben szereplő információk forrásmegjelöléseként.